# Chelsea Clark
Chelsea Clark (* 5. Mai 1998 in Toronto, Ontario) ist eine kanadische Schauspielerin. Bekanntheit erlangte sie vor allem durch die Rolle der Esme Song in vier Staffeln von Degrassi: Die nächste Klasse sowie als Norah in der Netflix-Serie Ginny & Georgia.

## Leben
Chelsea Clark wurde in Toronto, Ontario, geboren. Sie besuchte die University of Toronto. Sie ist kanadischer und philippinischer Abstammung. Seit 2010 tritt Clark als Schauspielerin vor allem in Fernsehserien in Erscheinung.

## Filmografie (Auswahl)
- 2010: Rookie Blue (Fernsehserie, Episode 1x07)
- 2011: Allein unter Jungs (Life with Boys, Fernsehserie, 3 Episoden)
- 2015: The Stanley Dynamic (Fernsehserie, 5 Episoden)
- 2016–17: Degrassi: Die nächste Klasse (Degrassi: Next Class, Fernsehserie, 28 Episoden)
- 2018: Good Witch (Fernsehserie, Episode 4x06)
- 2019: Tokens (Fernsehserie, 5 Episoden)
- 2020: Let’s Go Luna! (Fernsehserie, Episode 2x12)
- 2021–22: Kung Fu (Fernsehserie, 3 Episoden)
- seit 2021: Ginny & Georgia (Fernsehserie, 20 Episoden)[4][5][6]
- 2022: Hudson & Rex (Fernsehserie, Episode 4x09)
- 2022: The Protector
- 2022: EZRA (Fernsehserie, 5 Episoden)
- 2024: Scared Shitless
- 2024: Pins & Needles